# Коніц
Ко́ніц (босн. і хорв. Konjic, серб. Коњиц) — місто в Боснії і Герцеговині, у межах Федерації Боснії і Герцеговини. Центр однойменної громади, що входить до складу Герцеговинсько-Неретванського кантону. Місто розташоване на річці Неретві в північній Герцеговині, приблизно за 50 км на південний захід від Сараєво, у гористій, густо порослій лісами місцевості, на висоті 268 м над рівнем моря. Муніципалітет Коніц простягається по обидва боки Неретви. Місто Коніц вміщує близько третини загальної чисельності населення однойменного муніципального утвору.

## Історія

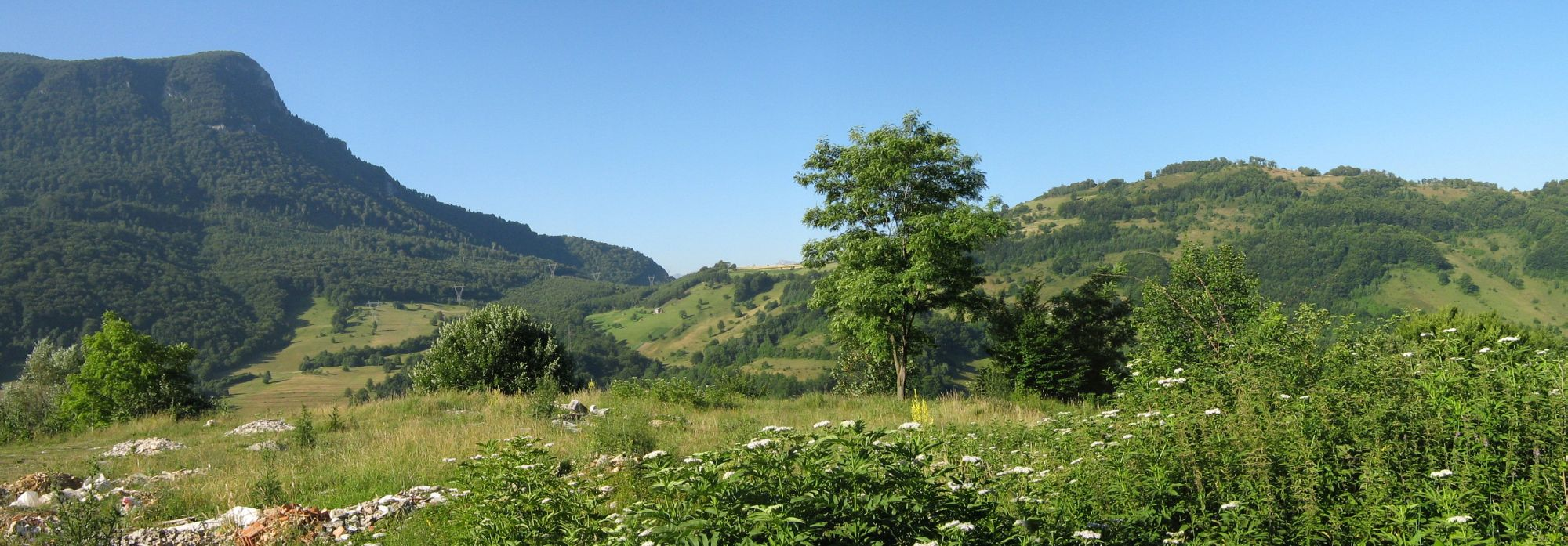
Краєвид у громаді Коніц

Вважається, що місцевість біля міста було заселено вже 4000 років тому. Тут було знайдено поселення двохтисячорічної давнини іллірійських племен, що подорожували вгору за течією річки Неретви. Найперша писемна згадка назви Коніц міститься в записах Рагузької республіки (сучасний Дубровник в Хорватії) від 16 червня 1382 р. Місто, що раніше входило до складу Боснійського королівства, було згодом включено в Османську імперію, тривалою прикметою якої в місті (не рахуючи багатьох мечетей і принесення ісламської віри) був витворений в стилі османської архітектури міст, який відображено на міському гербі. Ще пізніше місто потрапило під владу Австро-Угорської імперії.
Під час Другої світової війни місто ввійшло до складу Незалежної Держави Хорватії, а після закінчення війни опинилося в Федеративній Народній Республіці Югославія. Містечко значно виросло і розквітало як пожвавлене, багатонаціональне місто з хорошим транспортним сполученням (Коніц розташувався на залізничній лінії між Сараєвом та Адріатичним морем), з великим заводом боєприпасів Ігман та казармами югославської армії. Ці фактори стали однією з головних місцевих причин конфлікту в 1990 рр.

### Боснійська війна
Під час Боснійської війни муніципалітет Коніц мав стратегічне значення, оскільки там пролягали важливі канали зв'язку від Сараєва до півдня Боснії і Герцеговини. Під час облоги Сараєва маршрут через Коніц мав життєво важливе значення для військ боснійського уряду. Більше того, у Коніці містилися кілька стратегічних об'єктів, у тому числі завод зброї і боєприпасів Ігман, казарми ЮНА Люта, резервний командний пункт ЮНА, центр телекомунікації і зв'язку Златар та військові казарми і склади Челебічі.
Хоча в муніципалітеті Коніц сербське населення не становило більшості і він не входив до складу «сербських автономних областей», у березні 1992 р. самозваний «сербський муніципалітет Коніц» ухвалив рішення, що це сербська територія. Сербська демократична партія (СДП) у співпраці з ЮНА також активно озброювала сербське населення муніципалітету та проводила навчання воєнізованих підрозділів і ополченців. За словами доктора Ендрю Джеймса Гоу, експерта-свідка з боку обвинувачення, СДП роздала сербам в цьому районі близько 400 одиниць зброї.
Коніц також було зараховано до тих районів, на які претендувала ХДС у Боснії і Герцеговині, створюючи «Хорватську співдружність Герцег-Босна», попри те, що хорвати там теж не мали більшості населення (тільки чверть усього населення в 1991 році, оскільки муніципалітет був мішаним). До квітня 1992 року в муніципалітеті було створено і озброєно підрозділи хорватської армії, відомі як ХРО.
Після міжнародного визнання незалежної держави Боснії і Герцеговини та виходу представників СДП зі складу Муніципальних зборів було сформовано Воєнні збори, покликані взяти відповідальність за захист муніципалітету. У період з 20 квітня і до початку травня 1992 р. боснійські урядові війська захопили контроль над більшою частиною стратегічних об'єктів муніципалітету та деяке озброєння. Проте сербські сили контролювали основні точки доступу до муніципалітету, успішно відрізаючи його від зовнішніх джерел постачання. З віддалених районів муніципалітету почали прибувати боснійські біженці, вигнані сербами, тоді як сербські жителі міста переїжджали в контрольовані сербами села відповідно до рішення, прийнятого сербським керівництвом.
4 травня 1992 р. на місто Коніц впали перші снаряди, випущені ЮНА та іншими сербськими військами зі схилів Борашніца і Кісера. Цей обстріл, який тривав щоденно протягом понад трьох років аж до підписання Дейтонської мирної угоди, заподіяв значного збитку і призвів до численних людських жертв, а також зробив ще більш нестерпними умови для виживання населення. Місто розпирало від напливу біженців, гостро не вистачало житла, продуктів харчування та інших предметів першої необхідності. Благодійні організації безуспішно намагалися забезпечити місцеве населення достатнім харчуванням. Всі шляхи сполучення і зв'язку з рештою держави було відрізано. Отож, безумовним пріоритетом для влади муніципалітету Коніц було розблокування маршрутів до Сараєва і Мостара. Це завдання вимагало, щоб сербські сили, які утримували села Брадіна та Донє Село, а також і в інших стратегічних точках, було роззброєно. Спочатку було вчинено спробу провести переговори з СДП та іншими представниками сербського народу в селах Брадіна та Донє Село. Однак це не увінчалося успіхом для влади Коніца, тому було розроблено плани для початку військових дій з боку Об'єднаного командування.
Першою ціллю, на яку було спрямовано удар, стало село Донє Село. 20 травня 1992 р. війська ТО і ХРО увійшли в село. Населене сербами село Брадіна було обстріляно в другій половині дня та ввечері 25 травня, а потім з'явилися вояки в камуфляжі і чорних уніформах, стріляючи зі зброї і підпалюючи будинки. Багато хто з жителів вдався до втечі, а дехто відступив до центру села. Тим не менше, цих людей було заарештовано у різний час приблизно 27 і 28 травня вояками ТО, ХРО і поліціянтами МВС.
Ці військові дії призвели до арешту багатьох представників сербського населення, і в цьому контексті постала необхідність створити заклад, у якому вони б могли бути ув'язнені і допитані про свою роль у воєнних злочинах під час облоги Коніца. Як відповідні приміщення для утримання в'язнів у межах Коніца було обрано колишній польовий табір ЮНА Челебічі. Більшість ув'язнених, яких було затримано в період з квітня по грудень 1992 року, були люди, захоплені під час і після військових дій в селах Брадіна та Донє Село та прилеглих до них місцевостях. Під кінець травня в табір Челебічі було переведено декілька груп з різних місць. Після того, як з'явилася інформація, що деяких сербських ув'язнених охоронці табору били, піддавали тортурам, декого вбили, а двох жінок в таборі було зґвалтовано, в'язницю було закрито відповідно до рішення уряду Боснії і Герцеговини в грудні 1992 року, а в'язнів, що залишалися, було випущено.

## Етнічний розподіл

### 1971
Загалом 40 879 мешканців:
- Босняки (мусульмани) — 21 599 (52,83 %)
- Хорвати — 12 034 (29,43 %)
- Серби — 6 669 (16,31 %)
- Югослави — 202 (0,49 %)
- Інші — 375 (0,94 %)

### 1991
За даними перепису 1991 р. , муніципалітет Коніц налічував 43 878 жителів: 23 815 боснійців (54,3 %), 11 513 хорватів (26,2 %), 6 620 сербів (15,1 %), а також 1 930 інших (4,4 %).

### 1997
За оцінками, в 1997 році було 32 000 жителів. 92,7 % боснійців, 4,7 % хорватів, 2,4 % сербів та 0,2 % інших.

### 2005
У 2005 році 92 % населення муніципалітету були етнічними боснійцями.

## Відомі особистості
В поселенні народився:
- Самир Дуро (* 1977) — боснійський футболіст.
- Нермін Нікшич (* 1960) — боснійський політик.